# エフゲニー・ミローノフ
エフゲニー・ミローノフ（露: Евгений Витальевич Миронов, 英: Evgeny mironov, 1966年11月29日 - ）は、ソビエト連邦およびロシアの俳優である。
2004年にはロシア連邦からロシア人民芸術家の称号を贈られている。1996年と2010年にはロシア連邦国家賞の演劇芸術の分野の賞を受賞している。また、1996年にはロシア名誉勲章を受賞している。
エヴゲーニイ・ミローノフ、エフゲニー・ミロノフなどと表記されることもある。

## 略歴
1966年11月29日、サラトフにてドライバーの父と売り手として働いていた母のもとに生まれた。妹のオクサナはバレリーナで、映画に出演したこともあるという。
1982年にサラトフ演劇学校に入学し、ソ連人民芸術家の称号を持つ女優のヴァレンチーナ・エルマコヴァ(1924年-2003年)に演技を学び、1986年に卒業。卒業後にはモスクワに移り、Moscow Art Theatre Schoolでオレグ・タバコフとアヴァンガルド・レオンチェフに師事した。その後、1990年にオレグ・タバコフ率いるタバコフ劇場に入団した。1994年にはタバコフ劇場の一員として来日している。
2006年12月、ミローノフはГосударственного театра нацийの芸術監督に就任した。

## 主な出演作
太字は主役。

### 舞台
- 1990-Обыкновенная история（平凡物語） - アドゥーエフ ／監督：オレグ・タバコフ（ロシア語版、英語版）
- 1994-Орестея（オレステイア） - オレステース ／監督：ペーター・シュタイン
- 1995-Карамазовы и ад（カラマーゾフと地獄） - イワン・カラマーゾフ ／監督：ワレリー・フォーキン
- 1998-Гамлет（ハムレット） - ハムレット ／監督：ペーター・シュタイン
- 2000-Борис Годунов（ボリス・ゴドゥノフ）
- 2001-No.13（13号室） - ジョージ ／監督：ウラジーミル・マシコフ
- 2002-Страсти по Бумбарашу（The Passion of Bumbarash） − バンバラシュ ／監督：ウラジーミル・マシコフ
- 2003-Вишнёвый сад（桜の園） - ロパーヒン ／監督：Eimuntas Nekrošius
- 2006-Фигаро. События одного дня（フィガロの結婚） - フィガロ ／監督：K・セレブリニコフ
- 2011-Калигула（カリギュラ） - カリギュラ ／監督：Eimuntas Nekrošius
- 2011-Фрёкен Жюли（ミス・ジュリー） - ジャン ／監督：トーマス・オスターマイアー
- 2013-Гамлет   Коллаж（ハムレット コラージュ） − 全ての役 ／監督：ロベール・レパージュ

### 映画・ドラマ
| 公開年 | 邦題 原題                                        | 役名                                              | 監督                                     | 備考                                                  |
| ------ | ------------------------------------------------ | ------------------------------------------------- | ---------------------------------------- | ----------------------------------------------------- |
| 1994   | 太陽に灼かれて Утомлённые солнцем                | コーリャ                                          | ニキータ・ミハルコフ                     |                                                       |
| 1996   | （検察官） Ревизор                               | フレスタコフ                                      | セルゲイ・ラザコフ                       |                                                       |
| 1999   | ママ Мама                                        | パーヴェル                                        | デニス・エフスティグニエフ               |                                                       |
| 2000   | 作家の妻の日記 Дневник его жены                  | グロフ                                            | アレクセイ・ウチーチェリ                 |                                                       |
| 2001   | В августе 44-го…                                 | アリョーヒン                                      | ミハイル・プタシュク                     |                                                       |
| 2002   | （House of Fools） Дом дураков                   | 太尉                                              | A・コンチャロフスキー                    |                                                       |
| 2003   | 白痴 Идиот                                       | ムイシュキン公爵                                  | ウラジーミル・ボルトコ                   | テレビシリーズ 全10話                                 |
| 2003   | 変身 Превращение                                 | ザムザ                                            | ワレリー・フォーキン                     |                                                       |
| 2005   | エスケープ 逃亡者 Побег                          | ヴェトロフ                                        | E・コンチャロフスキー                    |                                                       |
| 2005   | 宇宙を夢見て Космос как предчувствие             | コニョーク                                        | アレクセイ・ウチーチェリ                 |                                                       |
| 2006   | 怒りの戦場 CODE:PIRANHA Охота на пиранью         | プローホル                                        | アンドレイ・カヴン                       |                                                       |
| 2007   | ナチスの墓標 レニングラード捕虜収容所 In Tranzit | アンドレイ                                        | トム・ロバーツ                           |                                                       |
| 2008   | Апостол                                          | ピョートル・イストミン パヴェル・イストミン       |                                          | テレビシリーズ 全12話                                 |
| 2010   | 戦火のナージャ Утомлённые солнцем 2              | イジモフ                                          | ニキータ・ミハルコフ                     |                                                       |
| 2010   | Скрипач                                          | 殺し屋                                            | ヴェラ・ストロジェワ                     | 短編オムニバス映画Москва, я люблю тебя!のうちの1話    |
| 2011   | Достоевский                                      | ドストエフスキー                                  | ウラジーミル・ホチネンコ                 | テレビシリーズ 全8話                                  |
| 2012   | Глаз Божий                                       | ニコライ2世                                       | I・スクヴォルツォフ セルゲイ・ヌルマメド | プーシキン美術館開設100周年記念ドキュメンタリー 全2話 |
| 2013   | Пепел                                            | アルセニー・スクヴォルツォフ （セーニカ・ペペル） | V・ペレルマン T・ヴァインシュタイン      | テレビシリーズ 全10話                                 |
| 2017   | Время первых                                     | アレクセイ・レオーノフ                            | ユーリー・ブィコフ                       |                                                       |
| 2017   | 私のちいさなお葬式 Карп отмороженный             | オレグ                                            | ウラジーミル・コット                     |                                                       |

## 主な受賞
- モンテカルロ・テレビ祭
  - 2004年度　最優秀男優賞　『白痴』（ムイシュキン公爵）